# 阿尔及利亚总理
阿尔及利亚总理始于1958年阿尔及利亚战争期间建立在埃及开罗流亡的阿尔及利亚共和国临时政府（GPRA）。
自1962年独立以来，至今共有15人担任总理（不包括GPRA的两位总统）。此外，艾哈迈德·乌叶海亚一人曾四度出任总理。

## 列表
民族解放阵线（FLN）

  民族民主联盟（RND）
| －                                      | 肖像          | 名字 （生卒） （职务） （届次）                                              | 任期                        | 任期                       | 党派         |
| --------------------------------------- | ------------- | ---------------------------------------------------------------------------- | --------------------------- | -------------------------- | ------------ |
| －                                      |               | 費爾哈特·阿巴斯 فرحات عباس阿尔及利亚共和国临时政府总统 （1899－1985）        | 1958年9月19日               | 1961年8月27日              | 民族解放阵线 |
| －                                      |               | 本·优素福·本·赫达 بن يوسف بن خدة阿尔及利亚共和国临时政府总统 （1920－2003）  | 1961年8月27日               | 1962年9月27日              | 民族解放阵线 |
| 1                                       |               | 艾哈迈德·本·贝拉 أحمد بن بلّة总理 （1916－2012）                              | 1962年9月27日               | 1963年9月20日              | 民族解放阵线 |
| 职务废除（1963年9月20日－1979年3月8日） |               |                                                                              |                             |                            |              |
| 2                                       |               | 穆罕默德·本·艾哈迈德·阿卜杜勒·加尼 محمد بن أحمد عبد الغني总理 （1927－1996） | 1979年3月8日                | 1984年1月22日              | 民族解放阵线 |
| 3                                       |               | 阿卜杜勒-哈米德·卜拉希米 عبد الحميد براهيمي （1936－2021）                   | 1984年1月22日               | 1988年11月5日              | 民族解放阵线 |
| 4                                       |               | 卡斯迪·梅巴赫 قاصدي مرباح总理 （1938－1993）                                 | 1988年11月5日               | 1989年9月9日               | 民族解放阵线 |
| 5                                       |               | 穆卢德·哈姆鲁什 مولود حمروش （1943－）                                       | 1989年9月9日                | 1991年6月5日               | 民族解放阵线 |
| 6                                       |               | 西德·艾哈迈德·加扎利 سيد أحمد غزالي （1937－） 总理                          | 1991年6月5日                | 1992年7月8日               | 民族解放阵线 |
| 7                                       |               | 贝莱德·阿卜杜勒-萨拉姆 بلعيد عبد السلام （1928－2020）                       | 1992年7月8日                | 1993年8月21日              | 民族解放阵线 |
| 8                                       |               | 雷德哈·马利克 رضا مالك （1931－2017）                                        | 1993年8月21日               | 1994年4月11日              | 无党派       |
| 9                                       |               | 穆克达德·西菲 مقداد سيفي （1940－）                                          | 1994年4月11日               | 1995年12月31日             | 无党派       |
| 10                                      |               | 艾哈迈德·乌叶海亚 أحمد أويحيى （1952－）                                     | 1995年12月31日              | 1997年2月21日              | 无党派       |
| （10）                                  | 1997年2月21日 | 艾哈迈德·乌叶海亚 أحمد أويحيى （1952－）                                     | 1998年12月14日 （2年348天） | 民族民主联盟               |              |
| 11                                      |               | 斯迈尔·哈姆达尼 اسماعيل حمداني （1930－2017）                                | 1998年12月15日              | 1999年12月23日 （1年8天）  | 无党派       |
| 12                                      |               | 艾哈迈德·本毕图尔 أحمد بن بيتور （1946－）                                   | 1999年12月23日              | 2000年8月27日 （248天）    | 无党派       |
| 13                                      |               | 阿里·本·弗利斯 على بن فليس （1944－）                                        | 2000年8月27日               | 2003年5月5日 （2年251天）  | 民族解放阵线 |
| （10）                                  |               | 艾哈迈德·乌叶海亚 أحمد أويحيى （1952－）                                     | 2003年5月5日                | 2006年5月25日 （3年20天）  | 民族民主联盟 |
| 14                                      |               | 阿卜杜勒-阿齐兹·贝勒卡迪姆 عبد العزيز بلخادم （1945－）                      | 2006年5月25日               | 2008年6月23日 （2年30天）  | 民族解放阵线 |
| （10）                                  |               | 艾哈迈德·乌叶海亚 أحمد أويحيى （1952－）                                     | 2008年6月23日               | 2012年9月3日 （4年72天）   | 民族民主联盟 |
| 15                                      |               | 阿卜杜勒-马利克·塞拉勒 عبد المالك سلال （1948－）                            | 2012年9月3日                | 2017年5月25日 （4年264天） | 民族解放阵线 |
| 16                                      |               | 阿卜杜勒-马吉德·特本 عبد المجيد تبون （1945－）                              | 2017年5月25日               | 2017年8月15日 （82天）     | 民族解放阵线 |
| （10）                                  |               | 艾哈迈德·乌叶海亚 أحمد أويحيى （1952－）                                     | 2017年8月15日               | 2019年3月11日 （1年208天） | 民族民主联盟 |
| 17                                      |               | 努爾丁·貝多伊 نور الدين بدوي （1959－）                                      | 2019年3月11日               | 2019年12月19日             | 無黨派       |
| －                                      |               | 萨布里·博卡德姆 صبري بوقادوم代理总理 （1958－）                              | 2019年12月19日              | 2019年12月28日             | 無黨派       |
| 18                                      |               | 阿卜杜勒-阿齐兹·杰拉德 عبد العزيز جراد （1954－）                            | 2019年12月28日              | 2021年6月30日              | 民族解放阵线 |
| 19                                      |               | 艾曼·本·阿卜杜勒-拉赫曼 أيمن بن عبد الرحمان （1966－）                       | 2021年6月30日               | 2023年11月11日             | 無黨派       |
| 20                                      |               | 納迪爾·拉爾巴維 نذير العرباوي （1949－）                                     | 2023年11月11日              | 現任                       | 無黨派       |